# دان أشتون
دان أشتون هو سياسي كندي، ولد في 1954. حزبياً، نشط في BC United ‏. وقد انتخب عضو الجمعية التشريعية لكولومبيا البريطانية ‏ عن دائرة Penticton-Summerland ‏ خلال فترته النيابية ‏.